# انیس مژگانی
انیس مژگانی (متولد ۱۳ ژوئن ۱۹۷۷) شاعر، هنرمند و موسیقیدان در نیواورلئان، لوئیزیانا از خانواده‌ای ایرانی و آمریکایی آفریقایی‌تبار به دنیا آمد. مژگانی برای ادامه تحصیلات به ایالت جورجیا رفت و از کالج هنر و طراحی ساوانا مدرک لیسانس طراحی کتاب کمیک استریپ و فوق لیسانس هنرهای نمایشی دریافت کرد.

انیس مژگانی با برگزاری تورهای شعرخوانی امرار معاش می‌کند. او با عنوان «گیک نابغه» که کلماتی ملودیک و به شدت امیدوارکننده دارد شناخته می‌شود. سبک خاص شعرخوانی مژگانی برگرفته از موسیقی بلوز و جنبش فرهنگی رنسانس هارلم در دهه‌های ۱۹۲۰ و ۱۹۳۰ آمریکاست.

انیس مژگانی معتقد است از این افراد الهام گرفته: جفری مک دانیال، ریچارد براتیگان، چارلز بوکوفسکی، گرگوری کورسو،... ، او همچنین بی‌پولی، آثار ادبی بهاییان و تاریخ را مورد توجه قرار داده‌است.

انیس مژگانی عنوان‌های زیادی را در مسابقات جهانی شعرخوانی از آن خود کرده که از آنها می‌توان به برنده شدن جایزه اول به‌طور پی در پی در سالهای ۲۰۰۵ و ۲۰۰۶ در «مسابقه ملی شعر» و کسب عنوان اول در «جام جهانی شعر» در سال ۲۰۰۷ اشاره کرد. انیس مژگانی در آستین تگزاس مستقر است.